# Rebecca Naa Dedei Aryeetey
Rebecca Naa Dedei Aryeetey ou Dedei Ashikishan, née en 1923 à Accra et décédée le 22 juin 1961 à Ho, est une femme d'affaires, une militante politique et féministe ghanéenne. 

## Biographie
Originaire du quartier d'Osu, Rebecca Naa Dedei Aryeetey grandit à James Town dans la ville d'Accra, capitale du Ghana. Sa mère et son père sont respectivement originaires de Ga Asere et d'Osu. Après des études primaires, elle se lance dans le commerce de la farine.  
Son activité lui permet d'acquérir de la richesse et de l'influence, elle est ainsi rebaptisée "Ashikishan", un terme ghanéen qui signifie farine. 
Dedei Ashikishan décède tragiquement le 22 juin 1961, à Ho. 

## Militantisme politique
Dedei Ashikishan est connue pour être la principale source de financement du Parti de la convention du peuple (CPP) de l'époque. Elle dirige également les activités des femmes du parti dans sa maison de Kokomlemle à Accra.  
En tant qu'activiste politique du CPP, elle soutient et finance la campagne du candidat Kwame Nkrumah, et joue un rôle important dans la lutte du Ghana pour l'indépendance.  
Son aide financière permet notamment à Kwame Nkrumah de remporter le siège du conseil législatif d'Ashiedu Keteke, devenant ainsi le premier Premier ministre du Ghana. 
Cependant, sa proximité avec Kwame Nkrumah fait d'elle une ennemie du parti politique rival, ce qui aurait conduit à sa mort prématurée. Dedei Ashikishan décède tragiquement lors d'une réception du CPP à Ho, le 22 juin 1961. Elle est âgée de 38 ans.  
En l'absence de preuves concrètes, il est prétendu que la militante politique et féministe aurait été empoisonnée lors de la réception, après avoir pris un thé chaud alors qu'elle se plaignait de maux d'estomac. 

## Reconnaissance

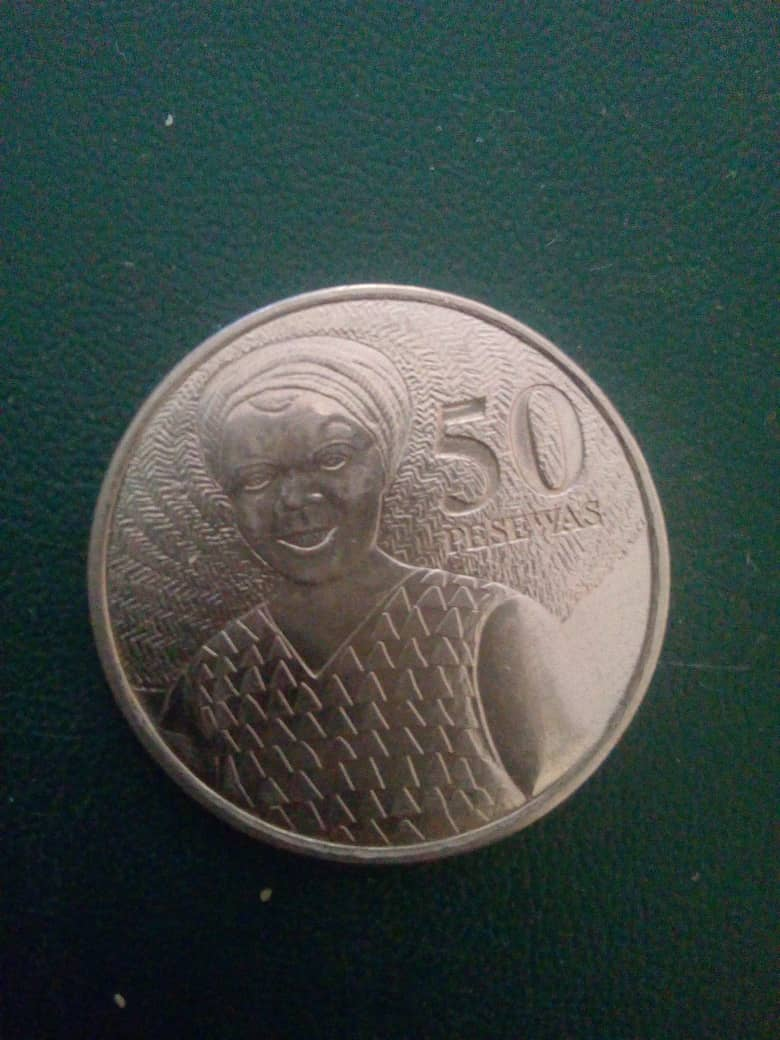
Pièce de 50 pesewas à l'effigie de Rebecca Naa Dedei Aryeetey.

Dedei Ashikishan est la personnalité représentée sur la pièce de 50 Pesewas du Ghana. Les bus à deux étages mis en place à Accra, par le politicien ghanéen Harry Sawyer, sont nommés d'après la figure de "tante Dedei". Son image est également présente sur un timbre national du Ghana.